# Fragments of a Rainy Season
Fragments of a Rainy Season je čtvrté koncertní album velšského hudebníka a skladatele Johna Calea. Vydalo jej v září roku 1992 hudební vydavatelství Hannibal Records. Jeho producenty byli John Cale a Jean-Michel Reusser. Většina písní pochází z koncertu, který se odehrál 12. dubna 1992 v koncertní síni Palais des beaux-arts v Bruselu. Cale zde vystupoval sám pouze s klavírem a akustickou kytarou. Roku 2016 vyšla rozsáhlá reedice alba s několika bonusy.

## Pozadí a vydání
John Cale v roce 1992 absolvoval krátké turné po Evropě, při němž hrál bez doprovodné skupiny, pouze sám s akustickou kytarou a klavírem značky Steinway & Sons (při všech koncertech hrál na stejný klavír, který si sebou vozil v zadní části nákladního vozu). Naprostá většina písní, která vyšla na této desce, pochází z koncertu, který se odehrál dne 12. dubna 1992 v bruselském sále Palais des beaux-arts.
Album vydalo dne 25. září 1992 vydavatelství Hannibal Records, a to na kompaktním disku a audiokazetě. Autorem obalu alba je výtvarník Joseph Kosuth. Téhož roku rovněž vyšlo CD nazvané More Fragments (bylo zdarma k dostání s časopisem Les Inrockuptiles), které obsahuje čtyři další písně. Záznam vyšel rovněž na VHS, přičemž režisérem videa byl Jacquemin Piel. V roce 2003 vyšel záznam také na DVD.

### Reedice
Dne 9. prosince 2016 vyšla reedice alba, a to jako dvojité CD a dvojité LP. Rovněž vyšla limitovaná edice (trojLP) obsahující několik bonusových písní. Album vydala společnost Double Six Records. Původní bílý obal alba byl pro tuto edici nahrazen totožným, avšak ztmaveným. Nahrávka byla remasterována a resekvenována, zvukovým inženýrem byl Caleův dlouholetý spolupracovník Dustin Boyer. Vedoucími producenty reedice byli Cale a jeho manažerka Nita Scott. Autorem poznámek v bookletu alba (tzv. liner notes) byl Barney Hoskyns.
Již 2. listopadu toho roku byl na podporu reedice představen videoklip k písni „Hallelujah“, jehož režisérkou byla Caleova častá spolupracovnice Abigail Portner. Kromě Calea v klipu vystupovala Arlene Deradoorian, sestra zpěvačky Angel Deradoorian. Cale zde sedí převážně za klavírem. V místnosti jsou také miniaturní klavíry a různý hmyz, který Caleovi mimo jiné leze po obličeji. Cale také ve videu rozbíjí jeden z malých klavírů sekerou.

## Seznam skladeb
| Pořadí         | Název                                 | Autor                                        | Původní album                  | Délka |
| -------------- | ------------------------------------- | -------------------------------------------- | ------------------------------ | ----- |
| 1.             | Child's Christmas in Wales            | John Cale                                    | Paris 1919 (1973)              | 3:02  |
| 2.             | Dying on the Vine                     | Cale, Larry Sloman                           | Artificial Intelligence (1985) | 3:49  |
| 3.             | Cordoba                               | Cale, Brian Eno                              | Wrong Way Up (1990)            | 3:14  |
| 4.             | Darling I Need You                    | Cale                                         | Slow Dazzle (1975)             | 3:10  |
| 5.             | Paris 1919                            | Cale                                         | Paris 1919 (1973)              | 3:21  |
| 6.             | Guts                                  | Cale                                         | Slow Dazzle (1975)             | 2:45  |
| 7.             | Fear (Is a Man's Best Friend)         | Cale                                         | Fear (1974)                    | 3:42  |
| 8.             | Ship of Fools                         | Cale                                         | Fear (1974)                    | 3:35  |
| 9.             | Leaving It Up to You                  | Cale                                         | Helen of Troy (1975)           | 3:27  |
| 10.            | The Cable Hogue                       | Cale                                         | Helen of Troy (1975)           | 2:51  |
| 11.            | Thoughtless Kind                      | Cale                                         | Music for a New Society (1982) | 2:30  |
| 12.            | On a Wedding Anniversary              | Cale, Dylan Thomas                           | Words for the Dying (1989)     | 3:36  |
| 13.            | Lie Still, Sleep Becalmed             | Cale, Thomas                                 | Words for the Dying (1989)     | 4:05  |
| 14.            | Do Not Go Gentle into That Good Night | Cale, Thomas                                 | Words for the Dying (1989)     | 3:31  |
| 15.            | Buffalo Ballet                        | Cale                                         | Fear (1974)                    | 2:34  |
| 16.            | Chinese Envoy                         | Cale                                         | Music for a New Society (1982) | 3:02  |
| 17.            | Style It Takes                        | Cale, Lou Reed                               | Songs for Drella (1990)        | 2:48  |
| 18.            | Heartbreak Hotel                      | Mae Boren Axton, Tommy Durden, Elvis Presley | Slow Dazzle (1975)             | 4:54  |
| 19.            | (I Keep A) Close Watch                | Cale                                         | Helen of Troy (1975)           | 2:30  |
| 20.            | Hallelujah                            | Leonard Cohen                                | I'm Your Fan (1991)            | 4:26  |
| Celková délka: | Celková délka:                        | Celková délka:                               | Celková délka:                 | 70:58 |

| Bonusy na reedici z roku 2016 | Bonusy na reedici z roku 2016                  | Bonusy na reedici z roku 2016 | Bonusy na reedici z roku 2016        | Bonusy na reedici z roku 2016 |
| Pořadí                        | Název                                          | Autor                         | Původní album                        | Délka                         |
| ----------------------------- | ---------------------------------------------- | ----------------------------- | ------------------------------------ | ----------------------------- |
| 21.                           | Fear (Is a Man's Best Friend)                  | Cale                          | Fear (1974)                          | 4:29                          |
| 22.                           | Amsterdam                                      | Cale                          | Vintage Violence (1970)              | 3:01                          |
| 23.                           | Broken Hearts                                  | Cale, Bob Neuwirth            | Last Day on Earth (1994)             | 3:04                          |
| 24.                           | I'm Waiting for the Man                        | Reed                          | The Velvet Underground & Nico (1967) | 4:31                          |
| 25.                           | Heartbreak Hotel (smyčcová verze)              | Boren Axton, Durden, Presley  | Slow Dazzle (1975)                   | 6:00                          |
| 26.                           | Fear (Is a Man's Best Friend) (smyčcová verze) | Cale                          | Fear (1974)                          | 3:40                          |
| 27.                           | Paris 1919 (smyčcová verze)                    | Cale                          | Paris 1919 (1973)                    | 3:52                          |
| 28.                           | Antarctica Starts Here (smyčcová verze)        | Cale                          | Paris 1919 (1973)                    | 2:29                          |